# Drongpa (arrondissement)
Drongpa Dzong, Chinees: Zhongba Xian is een arrondissement in het westen van de prefectuur Shigatse in de Tibetaanse Autonome Regio van China. De hoofdplaats heet eveneens Drongpa. In 1999 telde het arrondissement 18.000 inwoners. De gemiddelde hoogte is 4700 meter. De gemiddelde jaarlijkse temperatuur is -2 °C tot -3 °C en jaarlijks valt er gemiddeld 290,8 tot 320 mm neerslag. Door Drongpa loopt de nationale weg G219.
In Drongpa komen vaak aardbevingen voor, waaronder een op 30 augustus 2008 met een kracht van 6,8 op de schaal van Richter.